# Sistema autònom
A Internet, un Sistema Autònom (Autonomous System, AS) és un conjunt de xarxes i dispositius router IP que es troben administrats per una sola entitat (o en algunes ocasions diverses) que compten amb una política comuna de definició de trajectòries per a Internet. Vegeu RFC1930 per a obtenir informació detallada sobre aquesta definició.
Els Sistemes Autònoms es comuniquen entre si mitjançant routers BGP i s'intercanvien el trànsit d'Internet que va d'una xarxa a l'altra. Al seu torn cada Sistema Autònom és com una Internet en menut, ja que el seu rol es portava a terme per una sola entitat, típicament un Proveïdor de Servei d'Internet (ISP) o una gran organització amb connexions independents a múltiples xarxes, les quals s'apegaven a una sola i clara política de definició de trajectòries definida. El RFC1771, descriu la definició original (obsoleta) del Protocol BGP (Border Gateway Protocol). La nova definició RFC1930 fou necessària a causa del fet que múltiples organitzacions podien utilitzar BGP amb nombres d'AS privats amb un ISP que connecta a totes aquestes organitzacions a Internet. Encara considerant que el ISP podia suportar múltiples sistemes autònoms, Internet solament considera la política de definició de trajectòries establertes pel ISP. Per tant, el ISP hauria de comptar amb un ASN registrat.
Tècnicament un Sistema Autònom es defineix com “un grup de xarxes IP que posseeixen una política de rutes pròpia i independent”. Aquesta definició fa referència a la característica fonamental d'un Sistema Autònom: realitza la seua pròpia gestió del trànsit que flueix entre ell i els restants Sistemes Autònoms que formen Internet. Encara considerant que el ISP podia suportar múltiples sistemes autònoms, Internet solament considera la política de definició de trajectòries establerta per l'ISP. Per tant, l'ISP hauria de comptar amb un ASN registrat. Un nombre d'AS o ASN s'assigna a cada AS per a ser utilitzat per l'esquema d'encaminament BGP, aquest nombre identifica de manera única cada xarxa dins de la Internet.

## En la indústria
Sistema autònom és un conjunt d'elements que interaccionen entre si amb la finalitat d'assolir un objectiu especifique, sense la necessitat d'elements externs que puguen modificar o influir en el resultat final.

## Tipus
Els sistemes autònoms poden agrupar-se en tres categories, depenent de les seues connexions i manera d'operació.
- SA stub: es connecta únicament amb un sistema autònom.
- SA de trànsit: es connecta amb diversos sistemes autònoms i a més permet que es comuniquen entre ells
- SA multihomed: es connecta amb diversos sistemes autònoms, però no suporta el trànsit de trànsit entre ells